# Gurwant
Gurwant (o Gurvant) fou un comte bretó que amb Pascweten va contribuir a la mort de Salomó I de Bretanya.

## Biografia
Gurwant era un dels pretendents que es van disputar la corona de Bretanya després de la mort de Salomó. Encara que cap document contemporani no li doni aquest títol és conegut com a comte de Rennes. Segons Dom Morice, s'hauria casat amb la filla del rei Erispoe, i aspirava amb aquest títol succeir a Salomó.
El 874, va maquinar amb el comte de Vannes, Pascweten i Wigon, fill de Rivelin (nebot del Salomó) l'assassinat del rei. La seva aliança no va durar més que el temps de fer callar les reivindicacions dels altres pretendents, sobretot els comtes de Goëlo i de Léon. El 875, Pascweten va atacar Rennes, la residència principal de Gurwant però va fracassar malgrat que sembla haver comptat amb una important superioritat numèrica. Gurwant es va posar malalt el 876, el que va incitar Pascweten a llançar un nou atac. Gurwant aconsegueix rebutjar-lo però va morir alguns dies més tard.

## Descendència
- El seu suposat fill Judicael, que l'hauria succeït com a comte de Rennes,[4] estarà en lluita amb Alan el Gran, comte de Vannes, pel tron de Bretanya.

- La seva filla Oreguen es va casar amb Alan el Gran, comte De Vannes